# Becadell solitari
El becadell solitari (Gallinago solitaria) és una espècie d'ocell de la família dels escolopàcids (Scolopacidae) que habita vessants i planures amb herba o zones amb arbres amb poca densitat, de l'Àsia central i Oriental, des del Kirguizstan, l'est del Kazakhstan i de l'Uzbekistan fins a l'oest de la Xina, i des de Manxúria fins a Kamtxatka i Sakhalín. Algunes poblacions septentrionals arriben en hivern fins a Corea, el Nepal i el nord de l'Índia i de Myanmar.